# Гвинеја Бисао на Светском првенству у атлетици на отвореном 2011.
Гвинеја Бисао је учествовала на 13. Светском првенству у атлетици на отвореном 2011. одржаном у Тегу од 27. августа до 4. септембра шести пут. Репрезентацију Гвинеје Бисао представљала су 2 учесника (1 мушкарац и 1 жена) који су се такмичили у 2 дисциплине (1 мушка и 1 женска).,

На овом првенству Гвинеја Бисао није освојила ниједну медаљу, нити је оборен неки рекорд.

## Учесници
| Мушкарци: - Холдер да Силва — 200 м | Жене: - Грасијела Мартинс — 400 м |

## Резултати

### Мушкарци
| Атлетичар       | Дисциплина | Лични рекорд | Квалификације | Квалификације | Полуфинале           | Полуфинале           | Финале               | Финале       | Детаљи |
| Атлетичар       | Дисциплина | Лични рекорд | Резултат      | Место         | Резултат             | Место                | Резултат             | Место        | Детаљи |
| --------------- | ---------- | ------------ | ------------- | ------------- | -------------------- | -------------------- | -------------------- | ------------ | ------ |
| Холдер да Силва | 200 м      | 21,01 НР     | 21,82         | 8. гр. 7      | Није се квалификовао | Није се квалификовао | Није се квалификовао | 49 / 53 (54) |        |

### Жене
| Атлетичарка       | Дисциплина | Лични рекорд | Квалификације | Квалификације | Полуфинале            | Полуфинале            | Финале                | Финале       | Детаљи |
| Атлетичарка       | Дисциплина | Лични рекорд | Резултат      | Место         | Резултат              | Место                 | Резултат              | Место        | Детаљи |
| ----------------- | ---------- | ------------ | ------------- | ------------- | --------------------- | --------------------- | --------------------- | ------------ | ------ |
| Грасијела Мартинс | 400 м      |              | 58,22 ЛР      | 6. у гр. 1    | Није се квалификовала | Није се квалификовала | Није се квалификовала | 31 / 33 (37) |        |